# Waarschuwingsdienst Dijken IJsselmeergebied
De Waarschuwingsdienst Dijken IJsselmeergebied is in 1984 door Rijkswaterstaat opgericht omdat de dijken van het Nederlandse IJsselmeergebied niet voldeden aan de norm. Na de aanleg van de Rampspolkering en dijkverbeteringsronde afgesloten in 2005, is besloten de waarschuwingsdienst in stand te houden. De dienst geeft waarschuwingen bij storm voor het IJsselmeer, Markermeer, Ketelmeer, Zwarte Meer, Zwarte Water, de Overijsselse Vecht, de IJsseldelta, de Eem en het Gooi- en Eemmeer. Op de Vecht en de IJssel worden waarschuwingen ook voor de combinaties van storm en hoogwater gegeven. De waarschuwingen bevatten gedetailleerde informatie over de verwachte waterstanden, de golven en de hoogte van de golfoploop op de dijken.
De waarschuwingen zijn bestemd voor overheidsinstanties, met name waterschappen en provincies. Die zelf verantwoordelijk zijn voor het waarschuwen en informeren van de burgers. De waarschuwingsdienst werkt nauw samen met het KNMI, de SVSD en de hoogwatergroep.